# Palais Alliata di Villafranca
 (septembre 2021).
Si vous disposez d'ouvrages ou d'articles de référence ou si vous connaissez des sites web de qualité traitant du thème abordé ici, merci de compléter l'article en donnant les références utiles à sa vérifiabilité et en les liant à la section « Notes et références ».
Le palais Alliata di Villafranca est un palais aristocratique de Palerme, situé sur la piazza Bologni.

## Histoire
Les origines du palais remontent au XVIe siècle. Il était alors le siège d'une puissante famille de marchands, les Beccadelli di Bologna, venue du Nord de l'Italie mais installée en Sicile à la Renaissance. L'un des membres de cette famille, Antonio Beccadelli, connu sous le nom d'Il Panormita (c'est-à-dire « le Palermitain »), fut un humaniste et un poète remarqué à la cour des derniers rois aragonais. La famille a par ailleurs laissé son nom à la place sur laquelle se trouve le palais, et qui était auparavant connue sous le nom de Piano d'Aragona.
Entre 1600 et 1650, le palais est acquis par la famille Alliata di Villafranca, entre les mains de laquelle il demeurera jusqu'à la fin du XXe siècle. C'est à cette famille que l'on doit les décors actuels du palais, qui fut profondément remanié à la fin du XVIIe siècle, sous la direction de l'architecte Giovanni Battista Vaccarini.
Au rez-de-chaussée de la façade principale, les parties basses rappellent l'époque au cours de laquelle le bâtiment fut en partie utilisé comme bureau central des postes du royaume de Sicile. A partir de 1825, trois salles du rez-de-chaussée était occupé par le Nobile Conversazione, ou Circolo Bologni, Casino Bologni ou Caffè Bologni.

Les deux portes monumentales qui encadrent cette façade sont surmontées de stucs représentant les armes des princes de Villafranca. On les doit à Giacomo Serpotta. Une plaque commémore par ailleurs le passage de Giuseppe Garibaldi par ce palais en 1860 :
« In questa illustre casa, il 27 maggio 1860, per sole due ore, posò le stanche membra, GIUSEPPE GARIBALDI ; Singolare prodezza, fra l'immane scoppio, delle micidiali armi di guerra, sereno dormiva, il genio sterminatore, di ogni tirannide. »
« Dans cette illustre maison, le 27 mai 1860, et pendant deux heures seulement, Giuseppe Garibaldi a reposé ses membres fatigués. Singulier exploit, au milieu des détonations meurtrières des armes de guerre, le génie pourfendeur de tous les tyrans dormit sereinement. »
Les bombardements de Palerme en 1943 entraînent la perte d'une grande partie des décors peints (notamment les plafonds).
En 1984, la propriétaire du palais, la princesse Rosalia Correale Santacroce, sans héritier, lègue le palais à l'archevêché de Palerme, pour en faire un séminaire. En 2006, le palais est ouvert au public à l'occasion des restaurations du salon vert et de la salle des armoiries. Par la suite, il accueille des expositions et des conférences, notamment autour de la restauration de ses collections : celle des œuvres de Matthias Stom (2010), ou celle du tableau de Van Dyck (2012).
Depuis 2013, le palais est ouvert au public.

## Intérieurs et collections
Le palais renferme l'une des principales collections d'art de la ville, comprenant notamment :
- La lapidation de saint Étienne (Matthias Stom, 1639)
- Le paiement du tribut (Matthias Stom, 1639)
- La crucifixion (Antoine Van Dyck)
- Saint Joseph et l'enfant Jésus (attribué à Pietro Novelli)

Outre ses collections d'art, le palais présente un décor fastueux : stucs, dorure, marbres, miroirs, lustres de Murano, majolique, mobilier et objets d'art des XVIIe siècle, XVIIIe siècle et XIXe siècle.

## Images

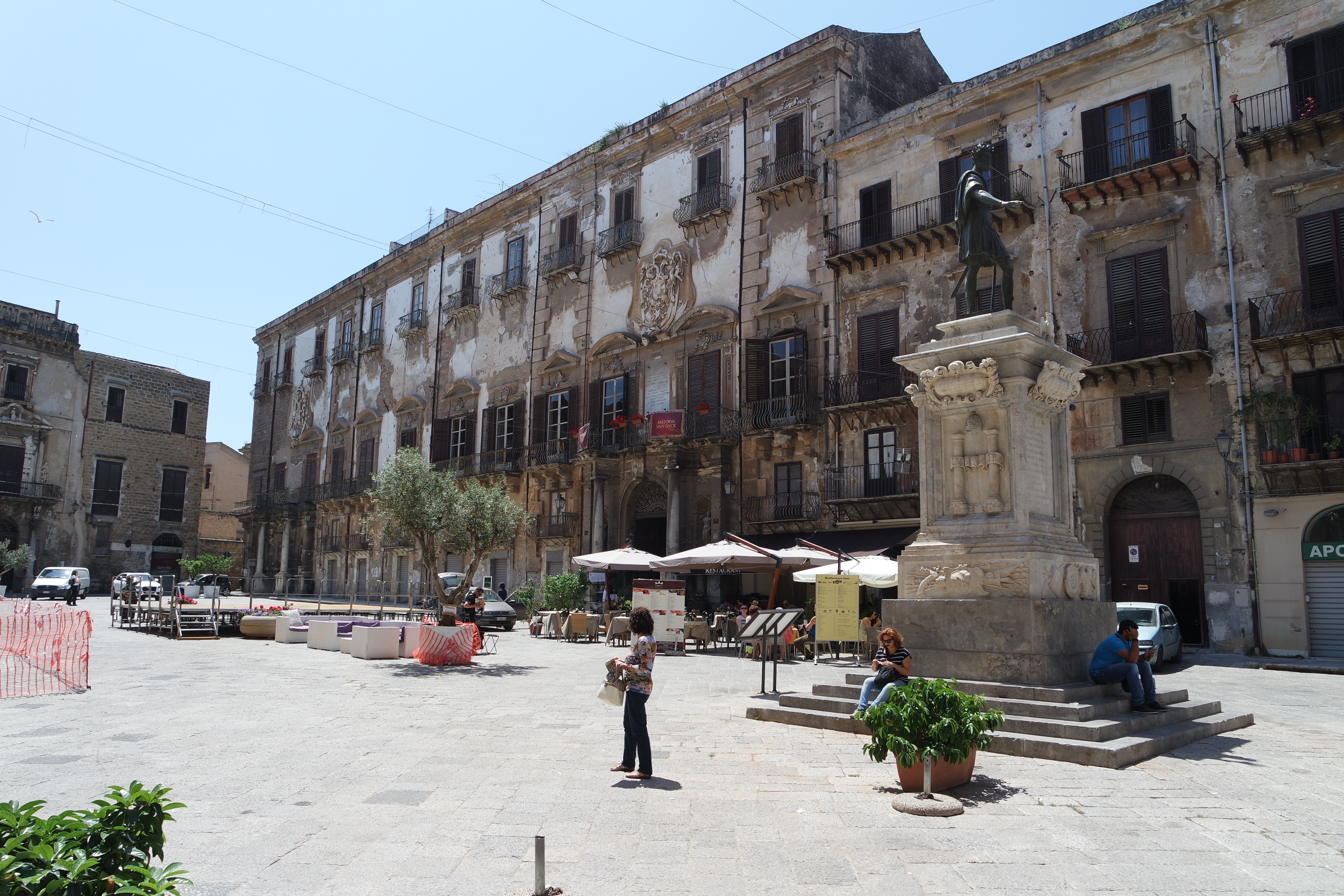
Le palais depuis la piazza Bologni.
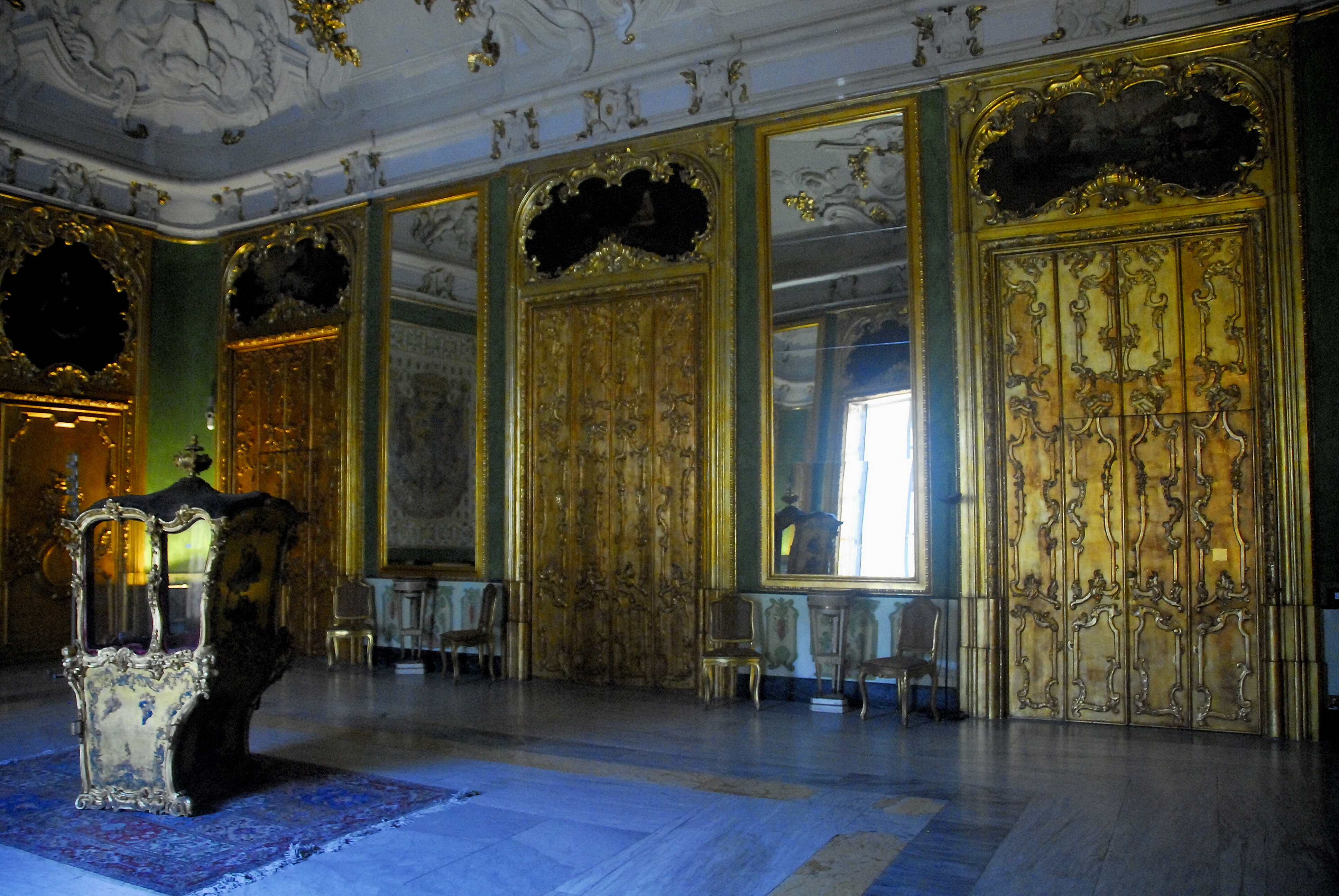
Intérieur.
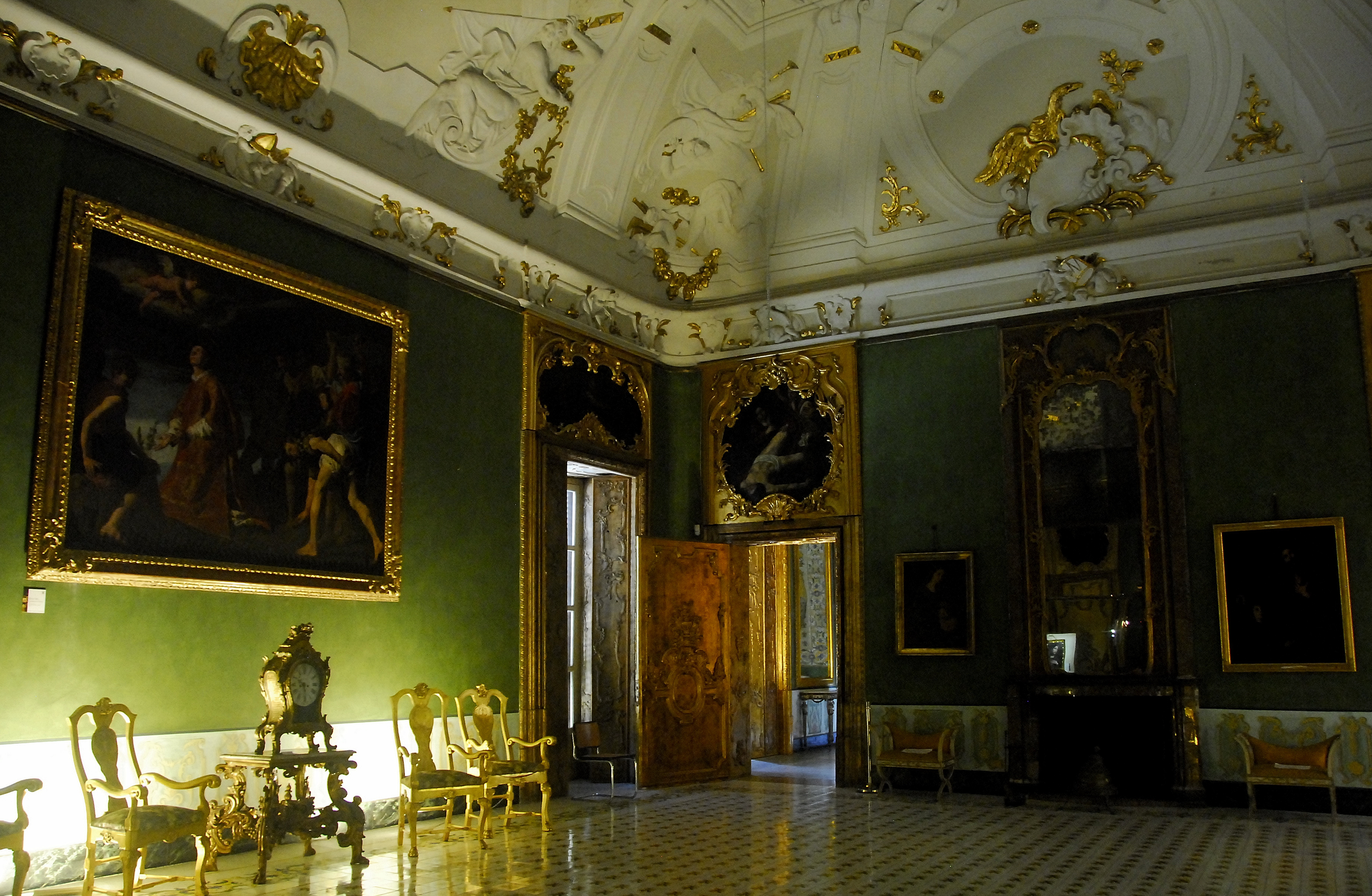
Intérieur.
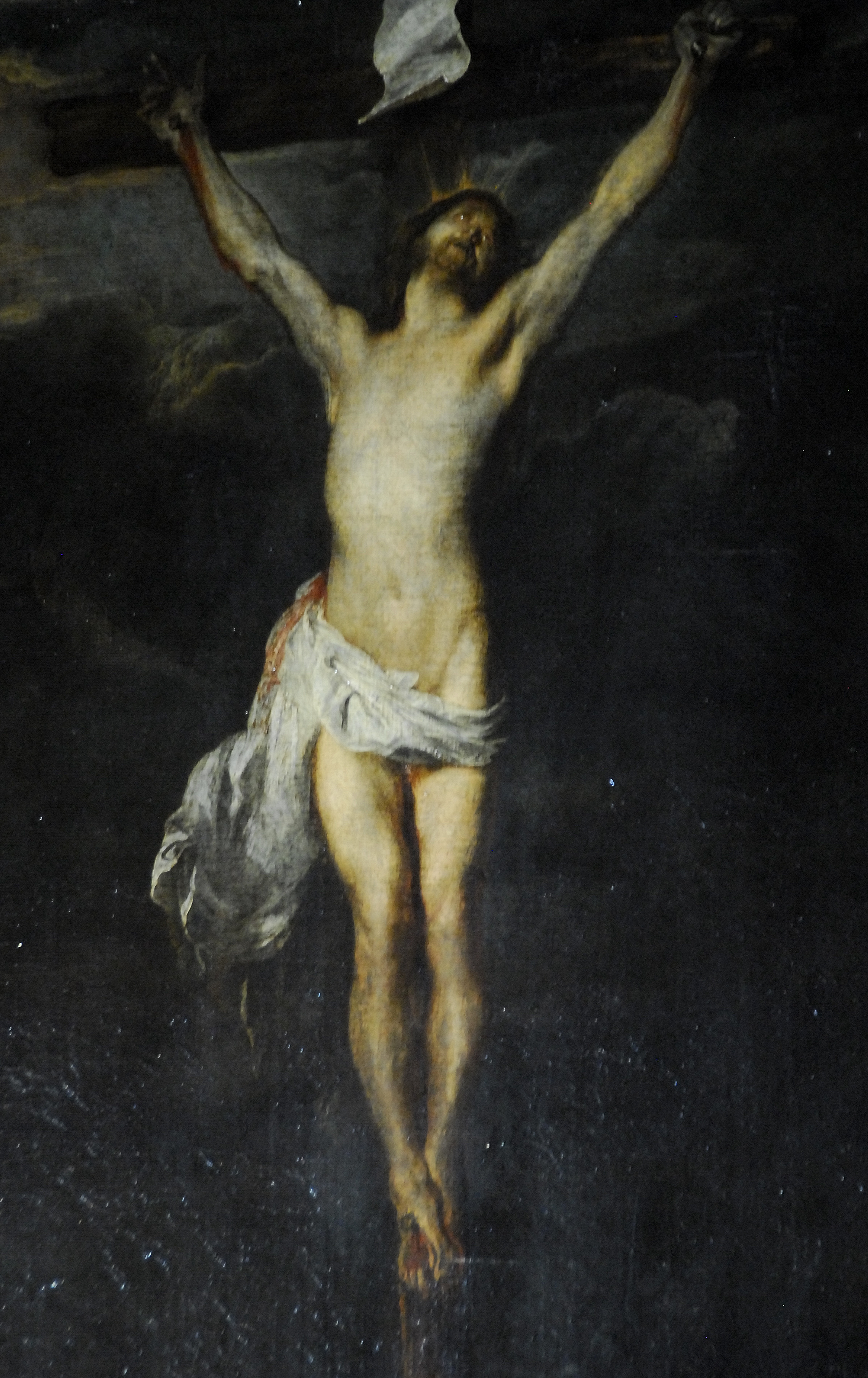
Crucifixion (Antoine Van Dyck).
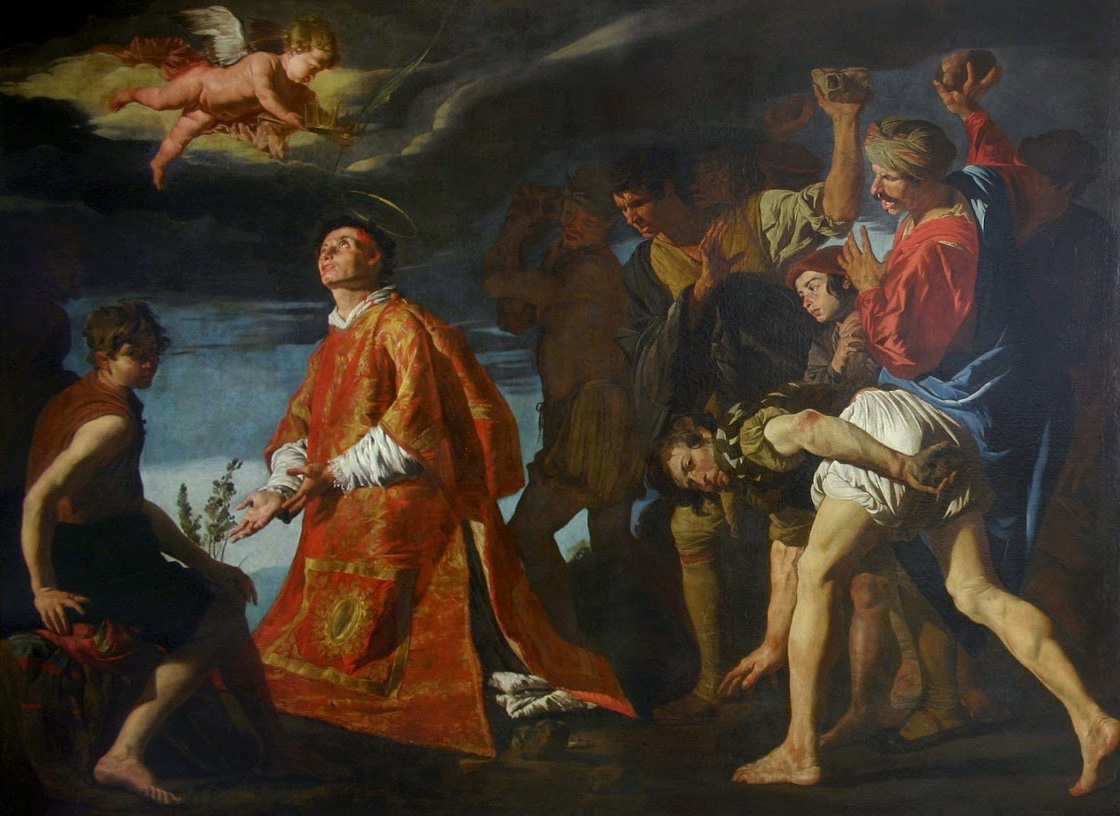
La lapidation de saint Étienne (Matthias Stom).